# Наследниците (филм)
„Наследниците“ (на английски: Descendants) е американски телевизионен филм от 2015 г. на режисьора Кени Ортега. Във филма участват Дав Камерън, Камерън Бойс, Бубу Стюарт и София Карсън като тийн децата на съответните злодеи Злодеида, Злата Кралица, Джафар и Круела де Вил. Филмът се разказва за тези тийнейджъри, които се приспособяват към живота на острова, докато са на мисия да откраднат пръчката на Феята Кръстница и да освободят родителите си от плен. Филмът дебютира на 31 юли 2015 г. по „Дисни Ченъл“ като оригинален филм на „Дисни Ченъл“.
Във филма също участват Мичъл Хоуп, Мелани Паксън, Брена Д'Амико, Сара Джефри, Закари Гибсън, Джедедая Гудакре, Диан Доан, Дан Пейн, Кийгън Конър Трейси, Уенди Ракел Робинсън, Маз Джобрани, Кати Нанджими и Кристин Ченоует.
Като първият филм от поредицата „Наследниците“, филмът е отделен в компютърно анимиран късометражен сериал „Наследниците: Светът на наследниците“, и е последван от продължение – „Наследниците 2“, чиято премиера излиза на 21 юли 2017 г., и третият филм – „Наследниците 3“, излиза на 2 август 2019 г.

## Сюжет
Във вълшебното кралство Аурадон, Принц Бен, синът на Крал Звяр и Кралица Бел, се подготвя да се възкачи на престола. В първото си официално обръщение, той казва: „Нека дадем шанс на децата от Островът на изгубените, домът на най-омразните ни злодеи, да живеят в Аурадон!“. Мал, Иви, Карлос и Джей за първи път в живота си излизат от затвора на острова. Дали ще поемат по пътя на своите родители злодеи, или у тях ще надделее доброто и ще спасят кралството.

## В България
В България филмът е излъчен на 19 септември 2015 г. по „Дисни Ченъл“ с български нахсинхронен дублаж, записан в студио „Александра Аудио“.